# Rodzina Poszepszyńskich
Rodzina Poszepszyńskich – humorystyczne słuchowisko radiowe w odcinkach, napisane przez Macieja Zembatego i Jacka Janczarskiego, pierwotnie emitowane od 1972 do 1998 roku w Programie Trzecim Polskiego Radia i wielokrotnie powtarzane na antenie tej stacji. Pierwsze emisje słuchowiska odbywały się w ramach audycji Ilustrowany Tygodnik Rozrywkowy i Zgryz.

## Opis
Akcja toczy się w warszawskim mieszkaniu rodziny Poszepszyńskich, a także na łonie natury. Bohaterowie przeżywają różne, czasem dramatyczne, ale zawsze śmieszne przygody. Mimo swych wad bohaterowie pokazują, jak przetrwać w trudnych czasach.
Pomysł słuchowiska został zaczerpnięty z „poprawnego politycznie” słuchowiska Matysiakowie, nadawanego w Programie I Polskiego Radia. Rodzina Poszepszyńskich jest parodią mieszczańskich wartości promowanych w Matysiakach.

## Postacie
Rodzina Poszepszyńskich wraz ze swym psem Murzynem mieszka w jednym z warszawskich bloków, umiejscowionym Na Rozdrożu 2, i tam też dzieje się akcja większości odcinków.

### Postacie główne
- Jacek Maria Poszepszyński (Jan Kobuszewski), ojciec Maryli i dziadek Maurycego. Rzekomo urodzony w Kaliszu w 1887 r. W „niezapomnianym roku 1904” walczył „po wszystkich stronach z jednakowym skutkiem” w wojnie japońsko-rosyjskiej w Mandżurii, a w czasie pierwszej i drugiej wojny światowej walczył w Kaliszu. Interesuje się kryminalistyką, od kiedy to w 1932 roku „podczas procesu przeciwko Zachariaszowi Dorożyńskiemu, zabójcy Igi Korczyńskiej, tancerki Teatrzyku Ananas w Warszawie” występował jako biegły specjalista. „Mimo to Zachariasz Dorożyński poniósł zasłużoną karę i poprzysiągł Dziadkowi Jackowi zemstę”. Obecnie jest inwalidą 125% oraz członkiem Stowarzyszenia Psie Pole i mieszka u swojej córki Maryli. Jak na swój wiek przejawia wyjątkową sprawność fizyczną oraz cechuje się niezwykłą wytrzymałością. Jego jedynymi słabościami są dżem muchomorowy i truskawkowy, które potrafi łączyć z dowolnymi potrawami (np. surowe ziemniaki, węgorz czy cebula) oraz kobiety w każdym niemal wieku. Ulubionymi powiedzeniami Jacka są: „trzask, prask i po wszystkim” (po którym często zasypia), „psia mać”, „psia kostka” oraz „w niezapomnianym roku 1904...”, stanowiące wprowadzenie do opowiadanych przez niego anegdot.
- Grzegorz Poszepszyński (Piotr Fronczewski), mąż Maryli i ojciec Maurycego. Urodzony w Klikuszowej dnia 28 września 1927 roku. Są dwie przeciwstawne teorie dotyczące tego, dlaczego porzucił on swoje rodowe nazwisko Gąsienica i przyjął nazwisko swojej żony. Według jednej z nich żona nie chciała się zgodzić „na tak obrzydliwe nazwisko”. Według drugiej to Grzegorz nie chciał się zgodzić, aby pracująca w prosektorium Maryla kalała jego nazwisko. Większość swojego życia przepracował jako konserwator „maszyn biurowych, zwłaszcza do pisania” w Zakładzie Oczyszczania Maszyn Do Pisania im. Remingtona, a przez moment udało mu się nawet objąć kierownicze stanowisko w zakładowej toalecie. Po zwolnieniu z pracy imał się różnych zajęć, takich jak konserwacja dźwigów wysokościowych, produkcja dżemów z odpadków czy pracy grabarza. Przez pewien czas pracował na swoim poprzednim stanowisku, tj. kierownika toalety w poprzednim zakładzie pracy, po jego prywatyzacji i przejęciu przez kapitał japoński. W tym okresie praca Grzegorza, poza standardowymi czynnościami związanymi z utrzymywaniem czystości w toalecie, polegała również na dyscyplinowaniu korzystających zbyt długo z tego przybytku pracowników (po upływie stosownego czasu dawał sygnał dzwonkiem, a później gasił światło) oraz sporządzaniu dziennych raportów z prowadzonych przez innych pracowników w toalecie rozmów i dostarczaniu tak uzyskanego materiału na ręce przełożonych. Choć w życiu zawodowym zawsze był „wazeliniarzem” oraz „szmatą”, w domu potrafi być stanowczy, bezkompromisowy i męski. Jego ulubionym powiedzeniem jest „w zasadzie”.
- Maryla Poszepszyńska (Hanna Okuniewicz), córka Jacka i żona Grzegorza. Urodzona w roku 1932 w Kaliszu. Została wychowana przez swoją ciotkę, a przynajmniej tak nazywał ją przy Maryli ojciec. Maryla nigdy nie wiedziała, kto jest jej prawdziwą matką. W wieku młodzieńczym pomagała przy odbudowie Kolumny Zygmunta w Warszawie. Później przez wiele lat pracowała w prosektorium, w wyniku czego pokochała zawód lekarza i postanowiła zostać pielęgniarką. Jednak zajęcia teoretyczne sprawiały jej zbyt dużo problemów i po tygodniu rzuciła szkołę. Obecnie jest gospodynią domową i nie pracuje. Przeszła również dwie operacje plastyczne, przeprowadzone przez jej męża i ojca, po których przestała być podobna do siebie. Jej ulubionym powiedzeniem jest „najprawdopodobniej”.
- Maurycy Poszepszyński (Maciej Zembaty), syn Maryli i Grzegorza, wnuk Jacka. Urodził się w 1957 r. w Łodzi w drugim tygodniu podróży poślubnej swoich rodziców. Dzieciństwo miał łatwe, jednak w szóstym roku życia podczas zabawy z niewypałem przeżył wielki wstrząs i spotkało go ogromne rozczarowanie. Od tej pory nie ufa nikomu ani niczemu. Uczęszczał do Zasadniczej Szkoły Chemicznej, z której był notorycznie wyrzucany. Mimo tego nauczył się w niej wielu rzeczy, w tym wyrobu materiałów wybuchowych oraz produkcji alkoholu. W końcu z powrotem przeniesiono go do Szkoły Podstawowej im. Hetmana Branickiego, gdzie został zawieszony w prawach ucznia. W życiu zawodowym chwytał się różnych zajęć: zapowiadał przyjazdy i odjazdy pociągów i autobusów na dworcu Warszawa-Stadion, łapał szczury, a później został zomowcem. Również w życiu prywatnym nie zaznał stałości – był pięciokrotnie żonaty, w tym trzy razy z Sylwią. Jest autorem „spadochronu” i „krzesła elektrycznego”, skonstruowanych specjalnie dla dziadka Jacka. Miał również niebagatelny udział w budowie statku kosmicznego „Jedziniak 1", za pomocą którego krótki (w założeniu kosmiczny) lot odbył dziadek Jacek.

### Postacie drugoplanowe
Oprócz tego gościnnie pojawiają się także (według liczby odcinków, w których występują):
- sąsiadka panna Inga – Krystyna Sienkiewicz
- sąsiad pan Włodek – Ryszard Pracz (w seriach 1–4 i 6) i Witold Skaruch (w serii 5)
- Gertruda Czaja – Ewa Błaszczyk
- Sylwia – Barbara Wrzesińska (w odcinku 11 pierwszej serii Małgorzata Braunek)
- Ślepy Leon – Stefan Friedmann (w serii 1) i Krzysztof Kowalewski (w seriach 5 i 6)
- pani Bożenka – Teresa Lipowska
- dziadek zastępczy – Jan Matyjaszkiewicz
- Oprócz wyżej wymienionych aktorów w rolach epizodycznych wystąpiło wielu innych, np. Andrzej Zaorski (kanar), Roman Kłosowski (hydraulik), Marian Opania (techniczny telewizyjny), Jerzy Bończak, Arkadiusz Borowik[potrzebny przypis]
- W odcinkach specjalnych postacie drugoplanowe są grane przez innych aktorów.

Oprócz tego serial stworzyły następujące osoby:
- oprawa muzyczna – Janusz Bogacki
- realizacja akustyczna – Zofia Kruszewska i Andrzej Złomski
- reżyseria – Zdzisław Habielski i Maciej Zembaty

### Postacie często wspominane, ale prawie niepojawiające się w słuchowisku
- Kapral Jedziniak – bezpośredni przełożony dziadka Jacka z czasów wojny rosyjsko-japońskiej, w szczególności w czasach służby w oblężonej twierdzy Port Artur. Nazywany przez Poszepszyńskiego seniora „ojcem żołnierzy” i darzony wielkim szacunkiem. Postać ta pojawia się w niemal każdej opowiadanej przez dziadka Jacka frontowej anegdocie. W jednej z takich opowieści dziadek Jacek w sekrecie ujawnia, że Jedziniak była kobietą, co rzekomo wykrył niejaki dr Emil Plater po jego (jej?) śmierci. Jednakże historie o kolejach życia kaprala Jedziniaka w wykonaniu dziadka Jacka nie są szczególnie spójne. W innym odcinku, już w latach 70. w Warszawie, Jacek Maria Poszepszyński czeka na wizytę swojego byłego bezpośredniego przełożonego. Dochodzi do niej jednak dopiero w jeszcze innym epizodzie – nagraniu z koncertu na żywo (epizod ten nie łączy się z serialem). Kapral Jedziniak, żywy i w dobrym zdrowiu, wręcza tam byłemu podwładnemu prezent w postaci japońskiej bomby.
- Sebek Sewastopolski – przyjaciel dziadka Jacka z czasów służby wojskowej. Często wspominany w opowieściach, jednak nie tak często jak kapral Jedziniak. Sebek zapisał dziadkowi Jackowi na wypadek swojej śmierci podczas wojny złoża siarki pod Tarnobrzegiem. Przeżył jednak wojnę rosyjsko-japońską (i to mimo prób zastrzelenia go podejmowanych przez dziadka Jacka) i obie wojny światowe, wobec czego dziadek Jacek nigdy owych złóż nie przejął.
- Iga Korczyńska – aktorka teatrzyku „Ananas” w Warszawie. Zamordowana przez Zachariasza Dorożyńskiego. Zwykle wspominana przez dziadka Jacka w kontekście procesu jej mordercy. W jednym z odcinków rodzina Poszepszyńskich próbuje wywołać ducha Igi, wykorzystując jako medium pana Włodka. Jednak duch okazał się być... inkasentem.

Iga Korczyńska (właściwie Jadwiga Wielgus) jest postacią prawdziwą, podobnie jak teatrzyk „Ananas”, w którym tańczyła i istotnie została zamordowana.
- Zachariasz Dorożyński – morderca Igi Korczyńskiej. Dziadek Jacek brał udział w jego procesie jako biegły specjalista. Niestety, nigdy nie zdradził w jakiej dziedzinie. Z opowieści wynika, iż często dawał się manipulować oskarżonemu, działając zgodnie z jego sugestiami. W końcu jednak Zachariasz został skazany na karę śmierci i poprzysiągł Poszepszyńskiemu-seniorowi zemstę. Dziadek Jacek w wielu odcinkach okazuje strach przed tym, że Zachariasz w końcu się pojawi i zrealizuje swoją obietnicę. Pojawia się rzeczywiście w ostatnim sezonie i jest to jeden z głównych wątków. Jednak zemsta nie do końca się udaje.

Zachariasz nosił w rzeczywistości nazwisko Drożyński (dziadek Jacek je przekręca) i zastrzelił Igę Korczyńską 6 sierpnia 1931 r. Skazany jednak został za zabójstwo w afekcie na osiem lat więzienia, a nie na karę śmierci, po apelacji zmniejszono mu karę do sześciu lat i jeszcze przed wojną wyszedł z więzienia.
- Pan Słowikowski – ekshibicjonista obnażający się przed mieszkankami bloku przy Placu na Rozdrożu, w którym toczy się akcja serialu. Dokonuje tego przez rozchylenie długiego płaszcza. Grasuje głównie w okolicach blokowego śmietnika, jednak w sezonie zimowym przenosi się na klatkę schodową. Jest całkowicie niegroźny, a nawet darzony pewnym sentymentem przez Marylę i pannę Ingę; w jednym z odcinków umawiają się one rozmarzonymi głosami na wspólną wyprawę w okolice śmietnika dla spokojnego obejrzenia sobie pana Słowikowskiego, czemu jednak ostro sprzeciwia się obecny przy ich rozmowie Grzegorz.

## Odcinki
Odcinki są zazwyczaj kilkunastominutowe, średnio po 15 minut. Oprócz dialogów w prawie każdym odcinku wykonywana jest piosenka.
Słuchowisko powstało w sześciu seriach:
- 1 – 1972–1974 (36 odcinków; oprócz głównych postaci często występują: pan Włodek, panna Inga i Sylwia)
- 2 – 1977–1978 (21 odcinków; podobne do serii 1, nie występuje Sylwia)
- 3 – 1981 (4 odcinki; występuje prawie wyłącznie rodzina, główną tematyką jest bieda)
- 4 – 1989 (5 odcinków; przedstawiają okres od stanu wojennego do 1989 roku, pojawia się Gertruda)
- 5 – 1995–1997 (60 odcinków; Grzegorz m.in. pracuje w firmie japońskiej, kandyduje na prezydenta, wynajmuje mieszkanie)
- 6 – 1998 (4 odcinki oparte na książce Rodzina Poszepszyńskich Story; pojawiają się nowe postacie, występuje wiele ról drugoplanowych, przewija się wątek zemsty Zachariasza Dorożyńskiego, występuje narrator, a akcję komentują Maciej Zembaty i Jacek Janczarski).

Oprócz ww. serii powstał odcinek specjalny pt. Koncert – Pierwszy Międzynarodowy Dzień Piernika, nagrany z udziałem publiczności.